# Schleipfuhl
Der Schleipfuhl ist ein eiszeitliches zu- und abflussloses Gewässer im Berliner Bezirk Marzahn-Hellersdorf, an der Grenze zwischen den Ortsteilen Kaulsdorf und Hellersdorf. Das Stillgewässer und der benachbarte Feldweiher bilden das Zentrum eines rund fünf Hektar großen naturnahen Naturschutzgebietes. Ein 1996 eröffnetes Naturschutzzentrum in einem Ökohaus zeigt Besuchern in künstlich angelegten Lebensräumen Fische, Insekten und Pflanzen. Das Hauptziel der Mitarbeiter des Zentrums ist die Umwelterziehung von Kindern und Jugendlichen.

## Lage und Geografisches
Der Schleipfuhl, im 19. Jahrhundert auch Schliep-Pfuhl genannt, und der Feldweiher sind zwei eiszeitliche Sölle am Rand des Ortsteils Hellersdorf. Es sind weitgehend unverbaute Reste der ursprünglichen Landschaftsgestalt im damaligen Gemeindegebiet Niederbarnim, sie besitzen große Bedeutung für den Natur- und Artenschutz. Die Wasserstände der beiden flachen Senken unterliegen starken Schwankungen. Nur der Schleipfuhl führt dauerhaft Wasser.

## Pflanzen und Tiere des Schleipfuhlgebietes
Die Uferzone des Feuchtbiotops wird aus Weiden, Wiesen und wildwachsenden Farnkräutern sowie Blütenpflanzen gebildet. Sie bietet damit ideale Brut- und Nistplätze für allerlei Amphibien, Brut- und Wasservögel.
Eine Bestandsaufnahme zu Anfang des 21. Jahrhunderts ergab das Vorhandensein von 28 Brutvogelarten wie Nachtigallen, Mönchsgrasmücken, Sumpfrohrsänger und Eichelhäher. Es haben sich auch vom Aussterben bedrohte Arten wie Teichralle, Zwergtaucher oder Rotschwirle angesiedelt. Im Herbst und Frühjahr rasten Graureiher, Rauchschwalben, Habichte und Rohrweihen im Schleipfuhlgebiet. Zu den beobachteten Standvögeln gehören Meisen, Sperlinge, Wacholderdrosseln und Kernbeißer. Das sumpfige Gelände bietet zudem Moorfröschen, Erdkröten, Wechselkröten oder Knoblauchkröten einen geschützten Lebensraum.

## Naturschutzzentrum Schleipfuhl
Das Naturschutzzentrum, von 1995 bis November 1996 gebaut, ist ein Niedrigenergiehaus aus Holz und anderen Naturmaterialien. Es ist unter anderem mit einer Photovoltaikanlage, einem Windgenerator und einer Regenwassersammelanlage ausgestattet. Der zum Naturschutzzentrum gehörende Garten besitzt einen künstlich angelegten Tonteich, einen Weidentunnel mit Sinnesparcours, eine Trockenmauer, ein Hochbeet und eine Lehmflechtwand für Solitärinsekten („Insektenhotel“). Besondere Attraktion ist ein Lehmbackofen.
Die Mitarbeiter des Naturschutzzentrums führen zu allen Jahreszeiten Exkursionen ins Schleipfuhlgebiet und in die nähere Umgebung (wie die Hönower Weiherkette) sowie Bildungsveranstaltungen und Ausstellungen zu den verschiedensten Themen des Natur- und Umweltschutzes durch. Zielgruppen sind Kitas, Schulen und interessierte Bürger aller Altersklassen auch Vereine und Firmen.
Das Naturschutzhaus Schleipfuhl wird von dem 1992 gegründeten Förderverein Naturschutzstation Malchow unterhalten und widmet sich vor allem der Umwelterziehung. Die Planung und Durchführung von Biotop-Schutzmaßnahmen und landschaftspflegerischen Arbeiten gehören ebenfalls zu den Aufgaben des Naturschutzhauses.
Die Arbeit des Naturschutzzentrums Schleipfuhl wurde im Jahr 2010 auch durch eine finanzielle Zuwendung vom Jugendamt des Bezirksamtes Marzahn-Hellersdorf unterstützt.

## Die Umgebung des Pfuhls

### Baumbestand und Wegesystem
Durch das etwa fünf Hektar große Gebiet mit Eichen- und Hainbuchenwäldchen zieht sich ein System von geschwungenen Wegen und Pfaden. Die geschützte und umzäunte Grünanlage Schleipfuhl kann von der Hermsdorfer und Jenaer Straße aus betreten werden. Dem Besucher bietet sich eine interessante Vielfalt an Pflanzen und Tieren, vor allem auch von auf der Roten Liste stehenden Pflanzen wie Nickender Zweizahn, Hornblatt, Heckenrose und Weinrose.

### Pfuhllandschaft im Quartier Schleipfuhl
Den Namen und den Parkcharakter des Schleipfuhls macht sich eine angrenzende renaturierte Fläche zunutze, die von einer Wohnungsbaugesellschaft (Stadt und Land Wohnbauten-Gesellschaft) anstelle einer abgerissenen Kinderkombination angelegt wurde: Pfuhllandschaft im Quartier Schleipfuhl. Diese mit einem Zaun gesicherte Rückbaufläche befindet sich in einem Wohnblock-Innenhof der Hermsdorfer Straße (Hausnummer 11). Sie wurde über das Förderprogramm Stadtumbau Ost mit rund 31.370 Euro finanziert und im Frühjahr 2009 durch die Firma Märkisch Grün GmbH realisiert. Als Vorbild des naturnahen Feuchtgebietes diente der benachbarte Schleipfuhl. Auf dem Areal mit einer Nutzfläche von rund 3200 m² stehen einige der alten Bäume wie eine Platane; neu angepflanzt wurden Ufergehölze (Weiden, Erlen) sowie Rosen, Schlehen und Weißdorn. Die Freiflächen sind als Wiesen angelegt. Zur Bewässerung dient eine künstliche Wasserfläche, die aus dem Regenabfluss der angrenzenden Garagen gespeist wird. Um die Platane herum wurde mit Feldsteinen und Flusskieseln ein Hügel aufgeschüttet, der als nicht bewirtschaftete Fläche eine Ansiedlung von Wildpflanzen ermöglichen soll. Die gesamte Anlage kann von den Mietern über einen kurzen Stichweg begangen werden.
Verkehrsanbindung
Vom U-Bahnhof Hellersdorf (Linie U5) kann der Eingang des Parks an der Hermsdorfer Straße fußläufig über die Riesaer/Nossener Straße erreicht werden. Alternativ können die Straßenbahnlinien M6 und 18 in Richtung Hellersdorf benutzt werden (an der Haltestelle Riesaer Straße aussteigen und zu fuß bis an das Ende der Nossener Straße gehen).